# Société Anonyme la Métallurgique
La Société Anonyme la Métallurgique, nota anche come la Tubize, era una società belga, fondata nel XIX secolo nella provincia dell'Hainaut, per la costruzione di veicoli e materiale ferroviario.
Avviata a Tubize nel 1864, la produzione si concentrò su locomotive a vapore di piccola taglia per reti tranviarie e ferrovie minori allargandosi alla costruzione di automobili a partire dal 1900 fino al 1927. Cessato il marchio, la produzione di locomotive proseguì fino al 1956.

## Settori di attività
L'azienda rappresentò uno dei marchi pionieristici sia nella produzione ferrotranviaria, con locomotive vendute in tutta Europa e in Paesi extraeuropei, sia nel settore automobilistico.

### Locomotive a vapore

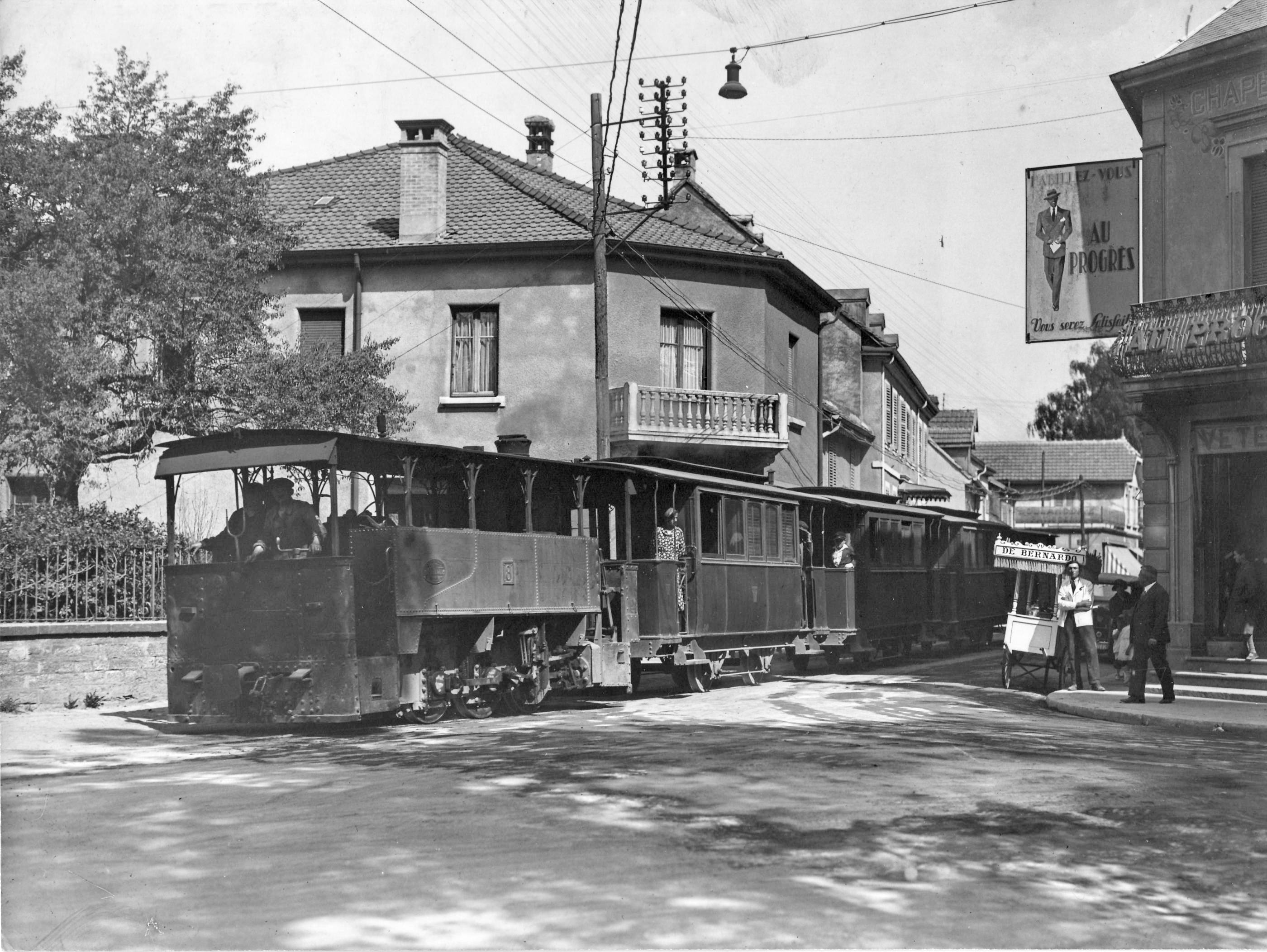
Locomotiva "Tubize", tranvia d'Hérimoncourt

Specializzatasi da subito nella costruzione di locomotive di bassa potenza, che in quel periodo avevano un mercato fiorente fra le ferrovie industriali e minerarie, le reti regionali e quelle tranviarie, la Métallurgique è nota per essere stato il primo costruttore di locomotive articolate Mallet per ferrovie Decauville. Tali macchine, a scartamento 600 mm, vennero realizzate per l'Esposizione universale di Parigi del 1889.
Oltre al Belgio, naturale mercato di riferimento, in cui esemplari prestarono servizio sulla rete della Société nationale des chemins de fer vicinaux o sulla ferrovia a scartamento metrico da Bruxelles à Ixelles-Boendael, locomotive a vapore di varie taglie e scartamenti furono vendute in Francia ove circolarono, ad esempio sulla rete tranviaria di Saint-Étienne, sulla rete tranviaria di Valenciennes, su quella di Hérimoncourt e sulla rete di ferrovie secondarie della Sarthe, in Spagna, alla Sociedad de los Ferrocarriles Almansa-Valencia-Tarragona o in Italia, con unità in servizio presso le Tramways a Vapore Interprovinciali di Milano, Bergamo e Cremona (TIP), sulle linee  Milano-Magenta/Castano Primo, Novi Ligure-Ovada, Messina-Giampilieri e Brescia-Mantova-Ostiglia e sulla ferrovia Cumana.
Unità di questo tipo sono preservate in diversi Paesi: in Belgio è presente la locomotiva tranviaria bicabina tipo 3, numero di costruzione 404 del 1888, conservata dall'ASVI a Thuin e la tipo 1 SNCB presso il museo ferroviario di Treignes, in Grecia la locomotiva tipo 130T costruzione 1339 del 1903 in Grecia a Volos, in Polonia è conservata la locomotiva tipo 231T costruzione 2179 del 1931, a Taiwan è preservata la tipo 030T costruzione 2354 del 1947, in Finlandia, a Jokioinen, la tipo 131T costruzione 2365 anch'essa del 1947; un'analoga unità, costruzione 2369 è preservata funzionante presso la Welshpool and Llanfair Light Railway, nel Regno Unito.

### Automobili

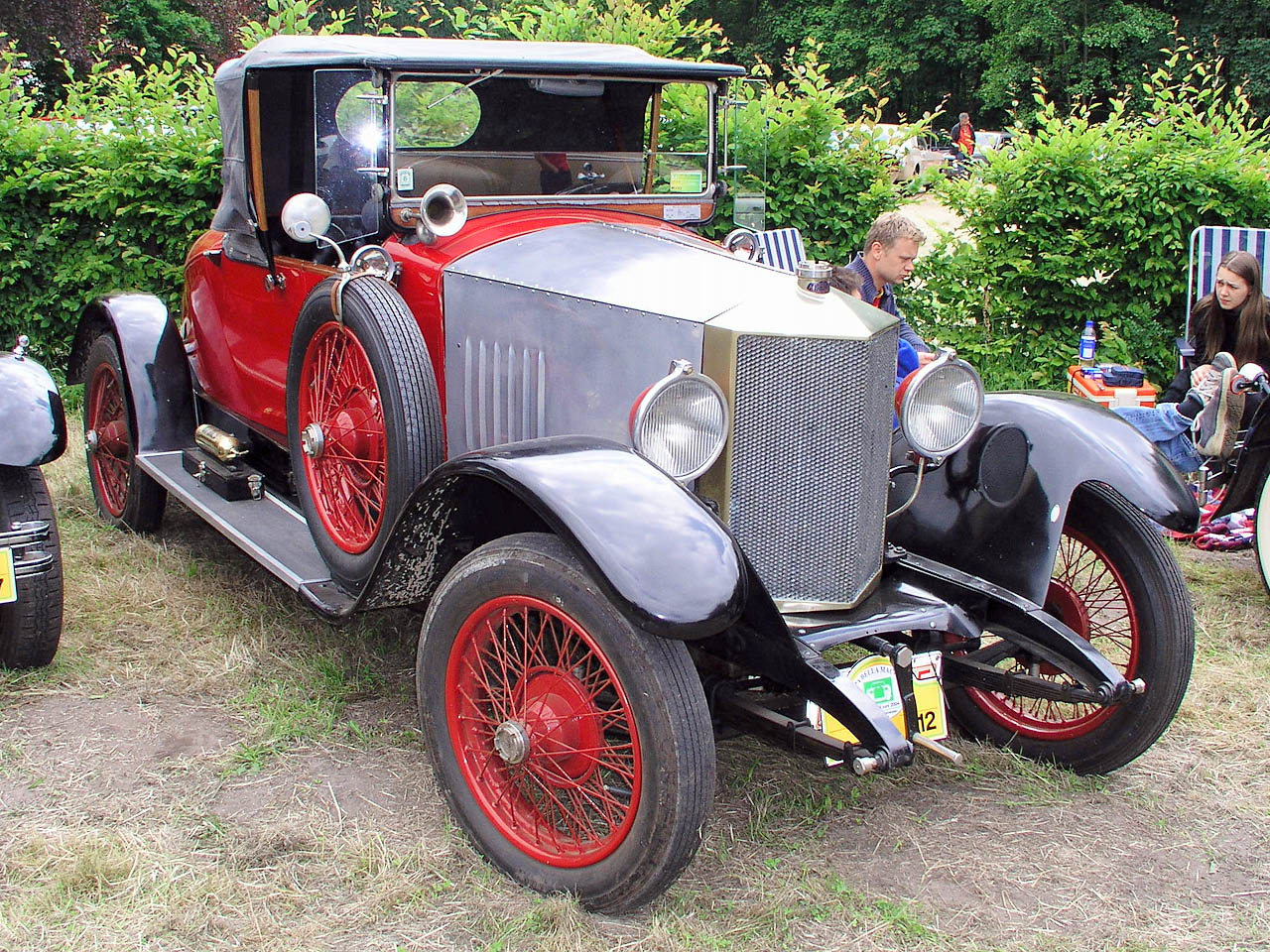
La roadster sport Métallurgique 12-14 HP del 1921

Il primo modello di autovettura, con trasmissione a catena e dotato di un motore a due cilindri da 3,3 kW uscì di fabbrica nel 1900. Nel 1903 l'ingegner Ernst Lehmann, fuoriuscito dalla Daimler, concepì una nuova gamma di autovetture sportive di lusso che vide la luce nel 1905: equipaggiate con carrozzeria in acciaio stampato, assali anteriori liberi e illuminazione elettrica opzionale, tali vetture montavano carrozzerie Vanden Plas. I motori dell'epoca non disponevano di una cilindrata elevata (al massimo 10 litri) per una potenza compresa fra i 30 e i 75 kW.
Carattere distintivo e firma della casa era la griglia del radiatore a punta con due ali.
Nel 1909 il costruttore berlinese Bergmann ottenne di costruire alcune "Métallurgiques" su licenza, sviluppando altresì la versione "da corsa" del motore di tale marca. Analoghe licenze furono rilasciate anche alla francese Gillet-Forest e a un'officina di montaggio del Regno Unito.
Nel 1914 Ernst Lehmann dovette rientrare in Germania, prendendo servizio presso la Selve Automobilwerke AG e in previsione della prima guerra mondiale la società nascose i suoi macchinari e pezzi di ricambio.
La produzione riprese nel dopoguerra, nel 1919, sotto la direzione del Conte Jacques de Liedekerke, con Paul Bastien, presente fin dalla precedente gestione, come ingegnere capo. Egli introdusse il motore da 3 litri, più economico, realizzando un propulsore da 9 kW e 1882 centimetri cubi equipaggiato con un albero a camme sulla testata.
La ripresa economica non risultava tuttavia ancora favorevole allo sviluppo dell'industria automobilistica di nicchia, anche per la forte concorrenza da parte di gruppi che producevano in grande serie. Paul Bastien passò dunque alla SOMEA (ex ALP) e in seguito alla Stutz Motor Company allorché tale società fu acquistata da Mathieu van Roggen con l'ambizione di costituire una grande costruttore belga che integrasse i differenti stabilimenti della propria società Impéria. La produzione di autovetture della "Métallurgiques" cessò dunque nel 1927.

## Storia

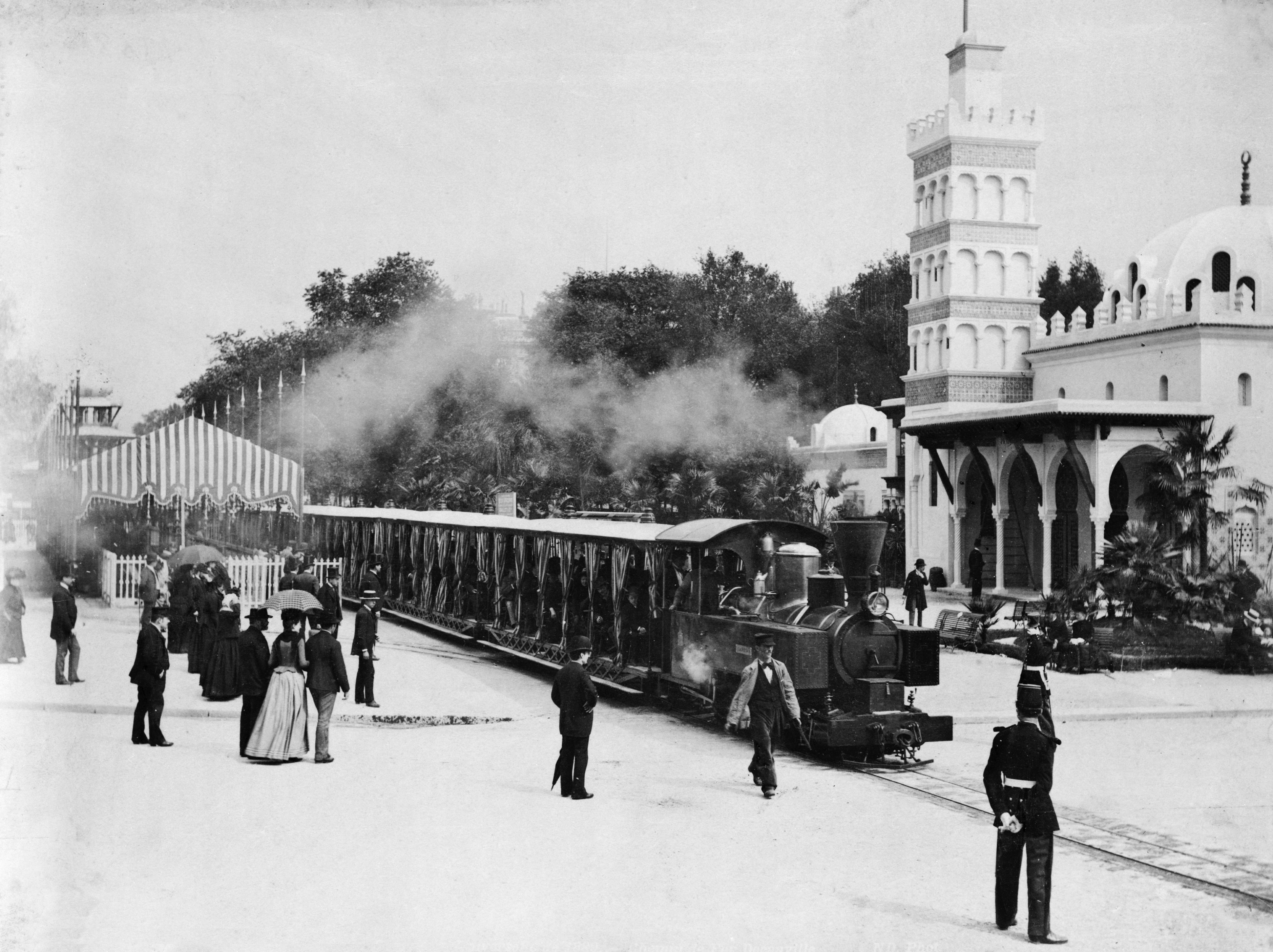
Locomotiva Mallet de La Metallurgique de Tubize all'esposizione universale di Parigi del 1889

L'origine degli Ateliers de Tubize risale al 1864, quando Joseph Emmanuel Jérôme de Zaman aprì un'officina di riparazioni e costruzione di locomotive in prossimità delle forge di Clabecq (complesso siderurgico) fondando di fatto la Société Anonyme la Métallurgique.
Tra 1882 e 1913, la Société la Métallurgique creò una propria officina di costruzione di Blanc-Misseron sul territorio dei comuni di Quiévrechain e Crespin, nel dipartimento del Nord, per le vendite in Francia. Questa costruì 366 locomotive per conto della Métallurgique.
Nel 1905 era nel frattempo diventato Les Ateliers Métallurgiques, con sede a Bruxelles, in place de Louvain, con diversi siti produttivi:
- officine di Tubize (produzione di locomotive a vapore)
- officine di Nivelles (produzione di tram e rimorchi)
- officine di Sambre (produzione di ponti e carpenteria metallica)
- officine di Manage[7]

Nel 1953 la produzione nel sito di Tubize raggiunse le 2500 locomotive; chiuse queste ultime, il marchio sopravvisse fino al 1956 prima sotto il nome di La Brugeoise, Nicaise et Delcuve e in seguito come La Brugeoise et Nivelles.

## Galleria d'immagini

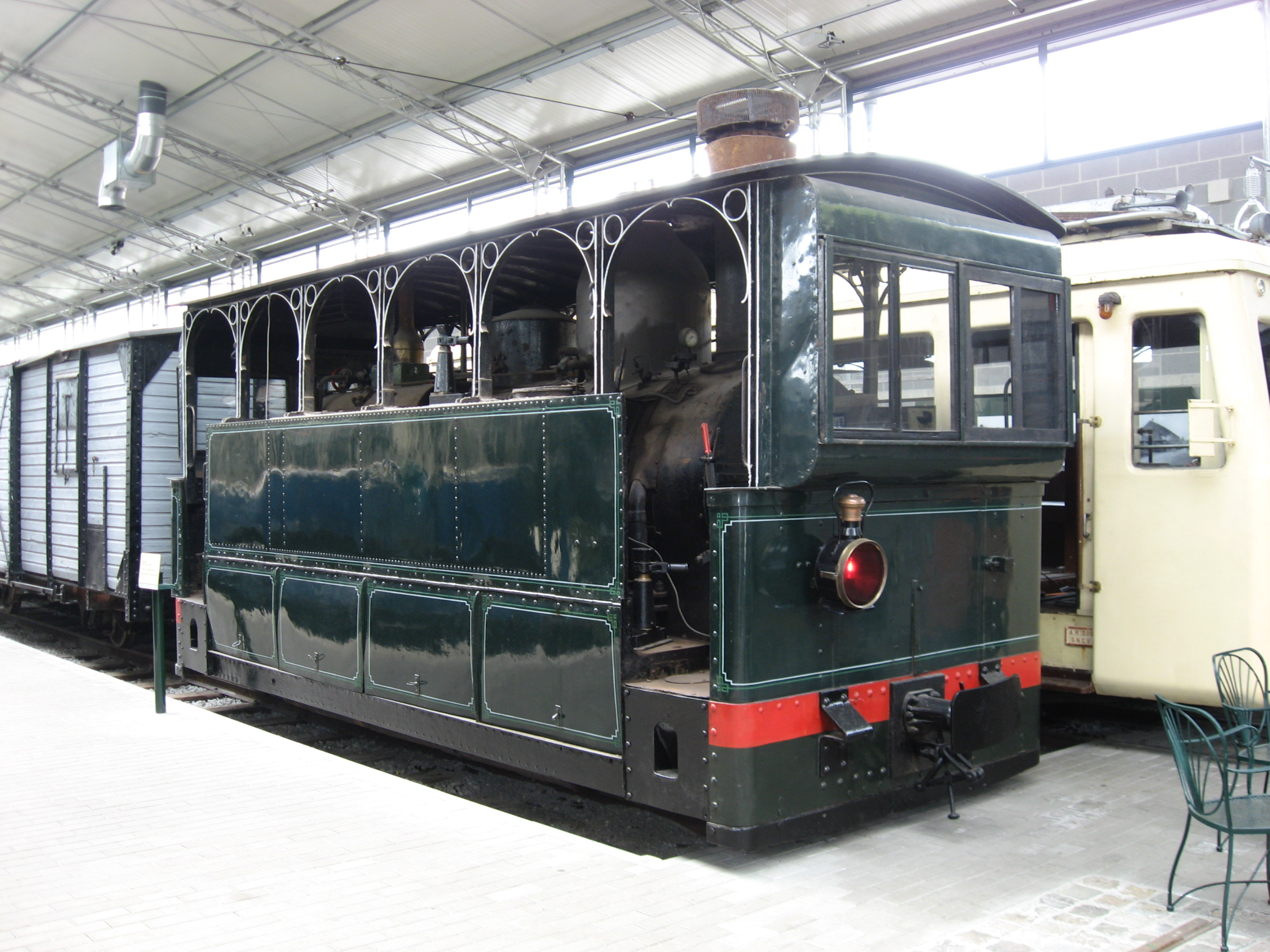
Locomotiva tranviaria bicabina conservata a Thuin
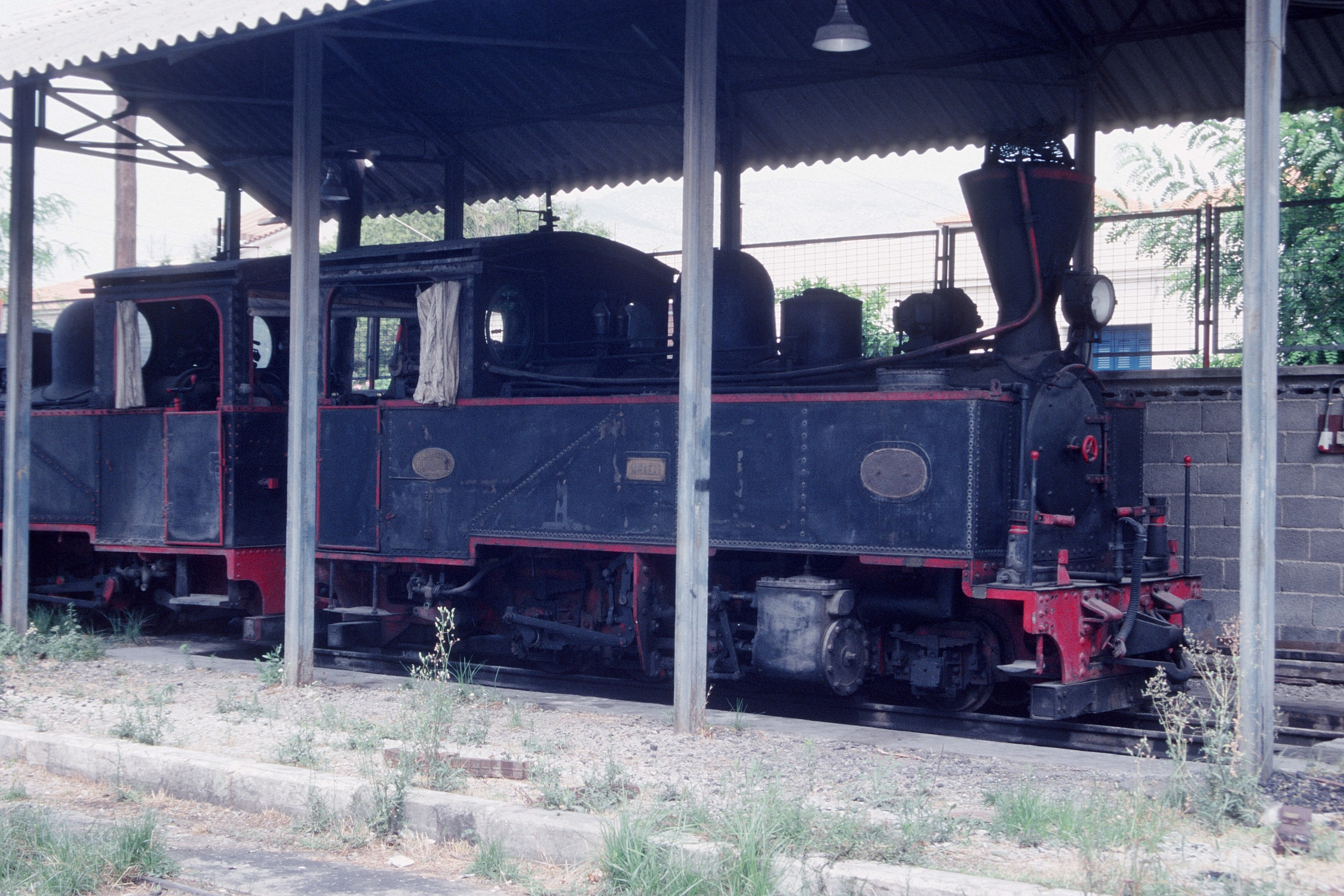
Locomotiva tipo 130T in Grecia, a Volos
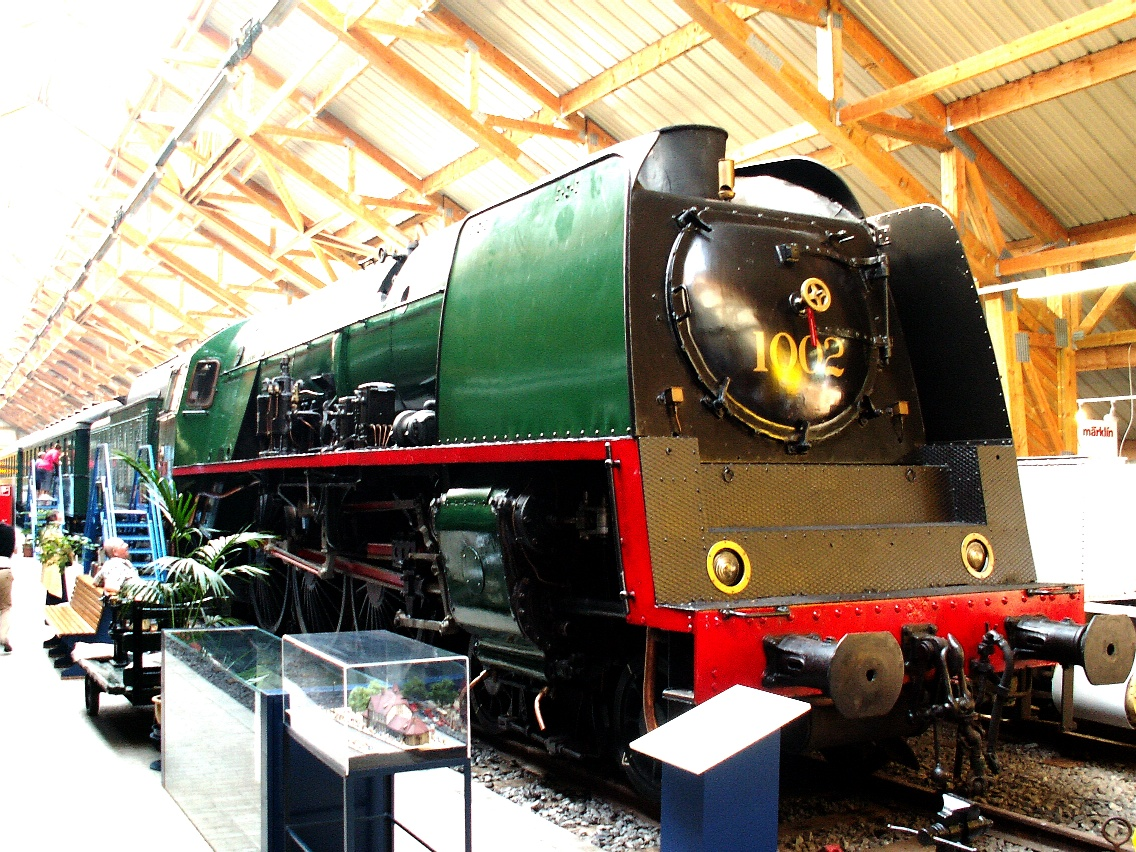
Locomotiva tipo 1 SNCB al museo ferroviario di Treignes
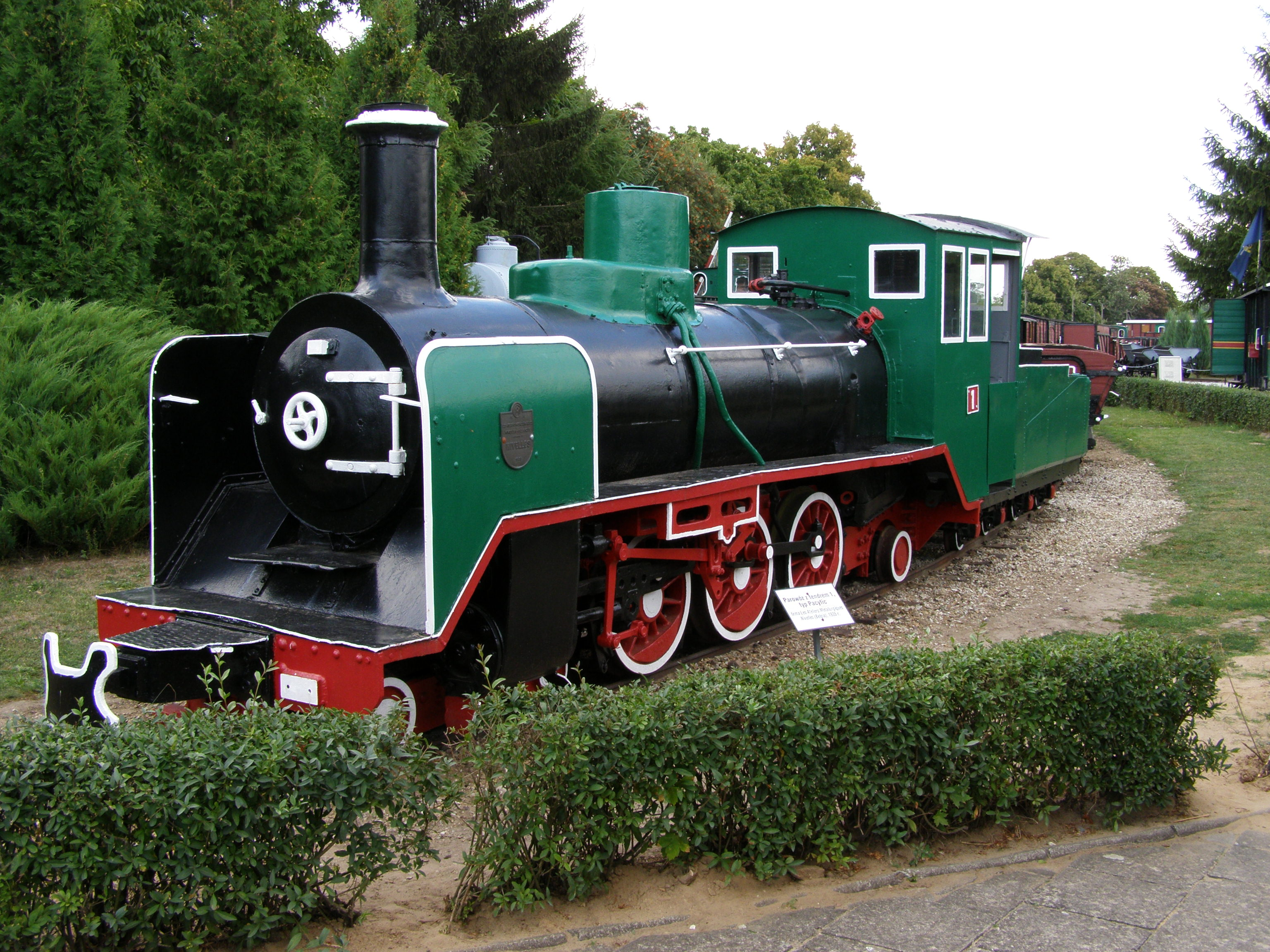
Locomotiva tipo 231T conservata in Polonia
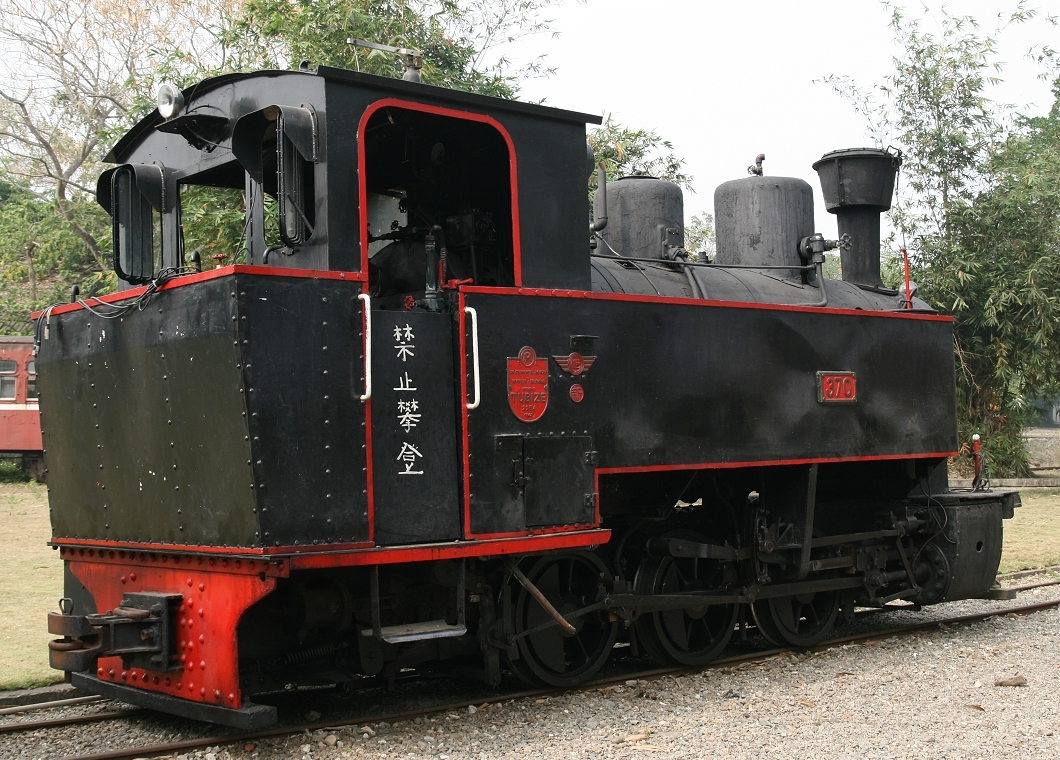
Locomotiva tipo 030T preservata in Taiwan
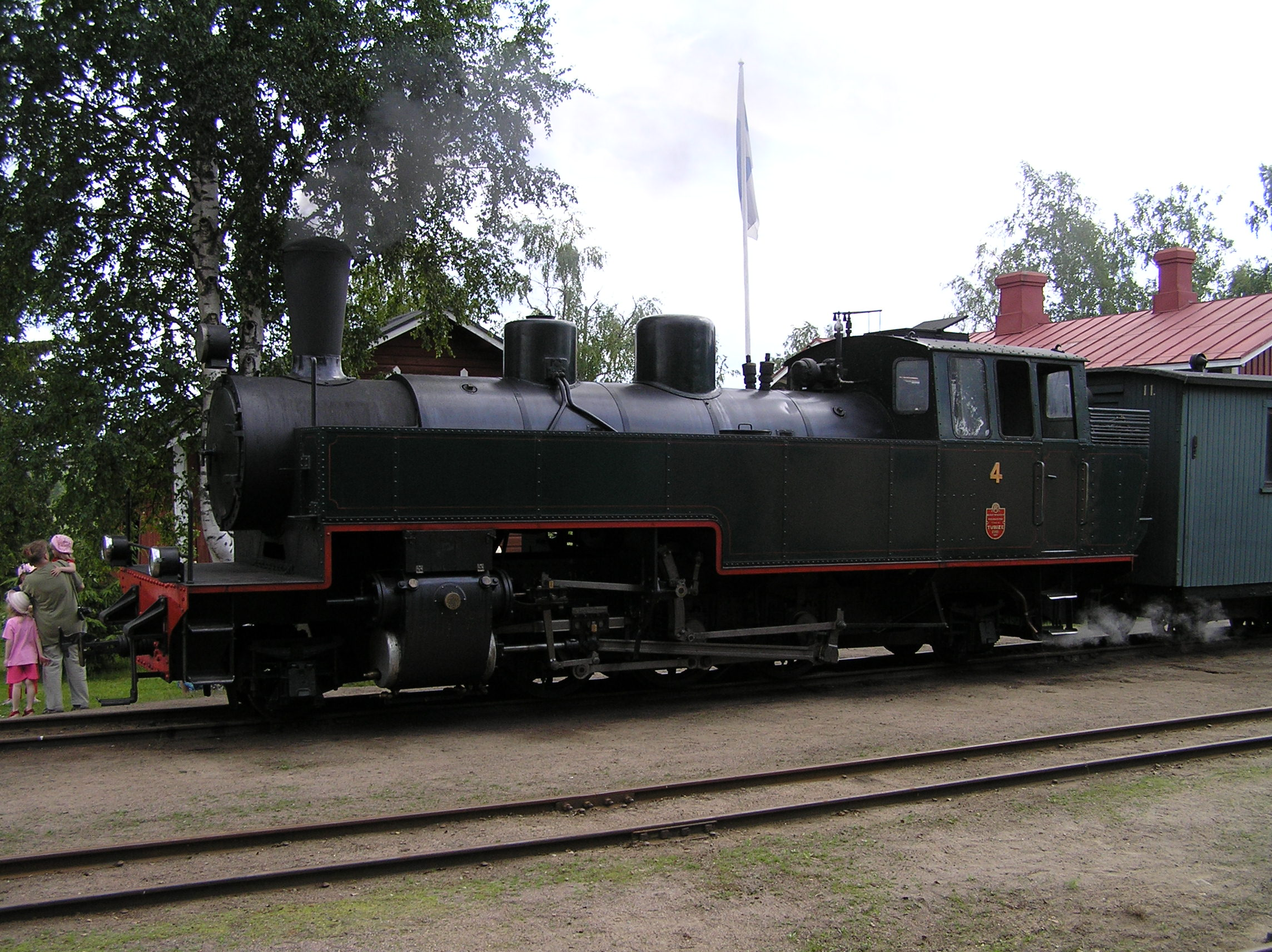
Locomotiva tipo 131T preservata a Jokioinen in Finlandia
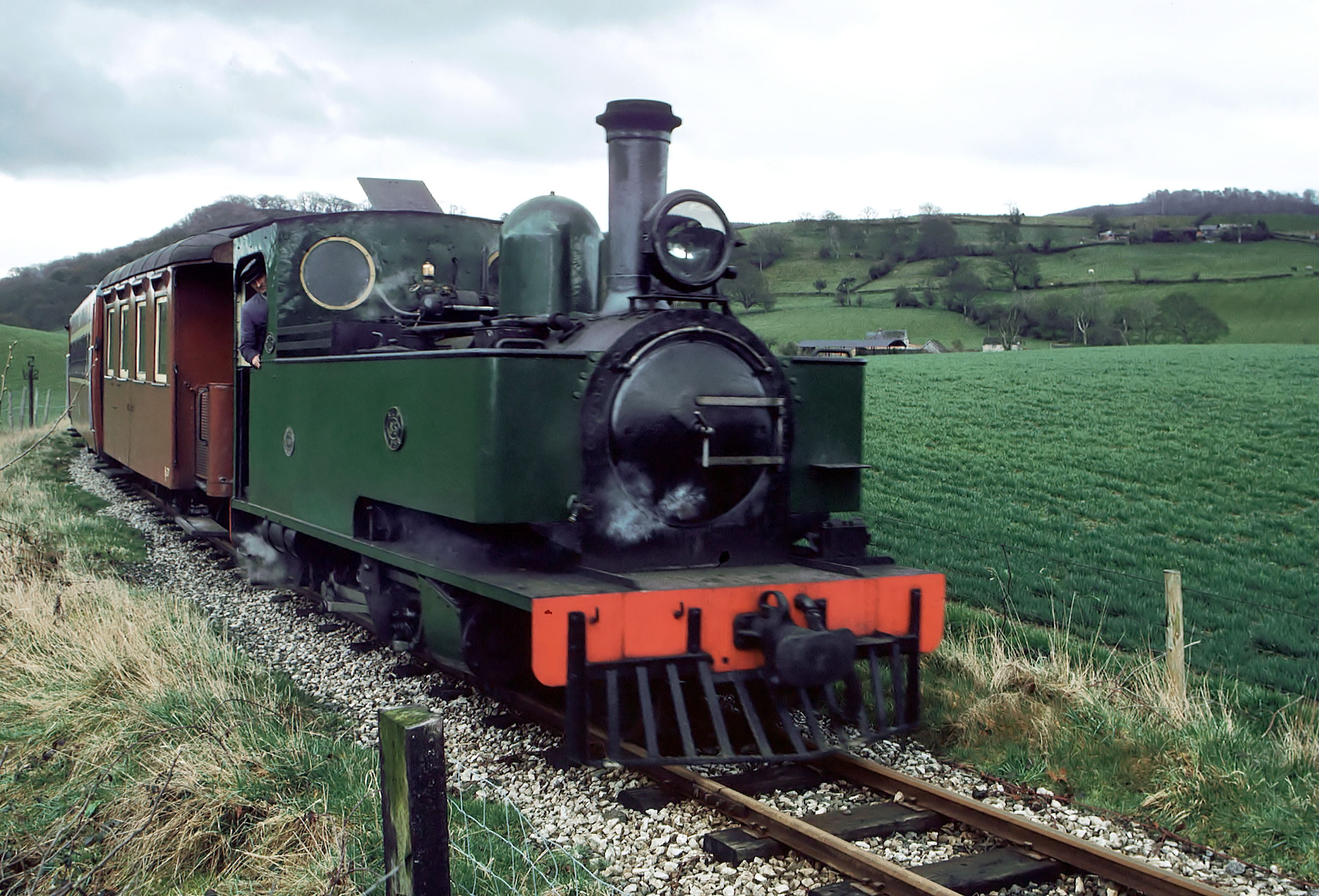
Locomotiva tipo 131T preservata funzionante presso la Welshpool and Llanfair Light Railway
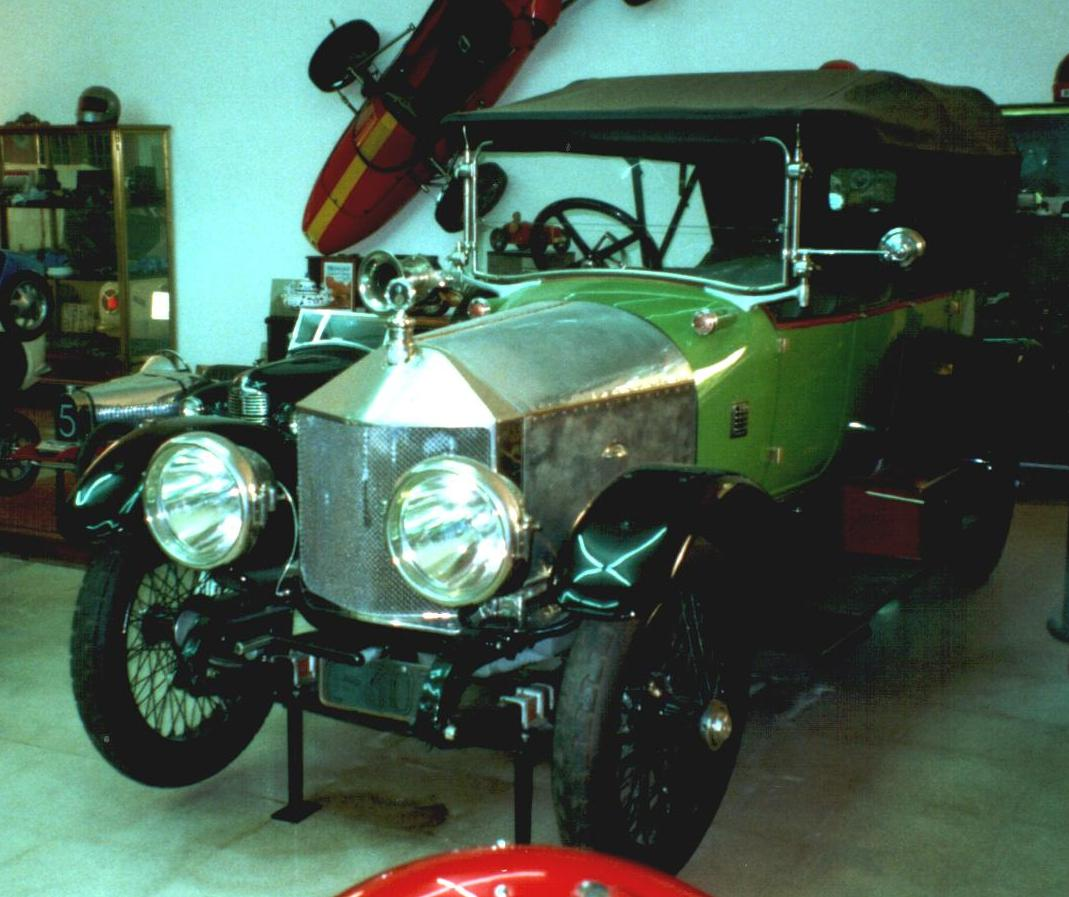
Una berlina Metalurgique del 1911
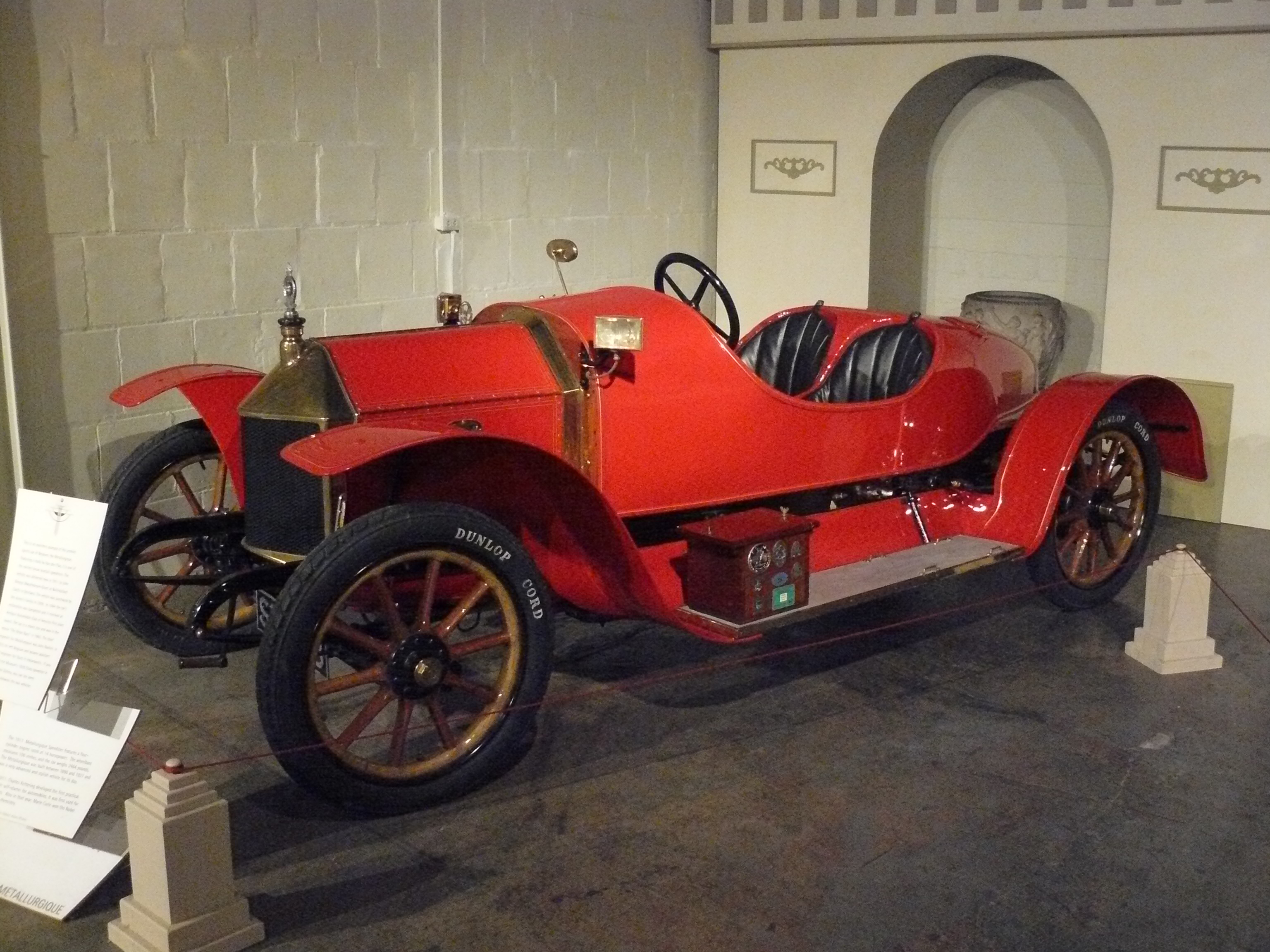
Una speedster Metallurgique del 1911